# Agueraktem
Agueraktem ist ein unbewohnter Ort auf der Grenze zwischen Mali und Mauretanien in der Verwaltungsregion Adrar, Département Ouadane, bzw. in der Region Taoudénit.

## Geographie
Agueraktem ist der Ort einer Wasserstelle in einer als Depression bezeichneten Senke der Sandwüste Erg Chech in Mali und Mauretanien. Der Boden der Depression erreicht verbreitet eine Tiefe von unter 250 m, während die Umgebung durchweg bei über 300 m Höhe über dem Meeresspiegel liegt. Die Ausdehnung der Senke erreicht in Südwest-Nordost-Richtung eine Länge von etwa acht Kilometer bei einer Breite von bis zu 1800 Meter. Die Mitte des Südostrandes ist die einzige Stelle, in die Sturzfluten nach den gelegentlichen Regenfällen eine tiefe Taleinkerbung eingeschnitten und einen deutlichen Schwemmkegel auf dem Boden der Senke hinterlassen haben. Hier ist die ansonsten nicht durch sichtbare Vegetationsspuren erkennbare Wasserstelle Agueraktem auf 279 m Höhe über dem Meeresspiegel zu suchen, wenn auch der einzige georeferenzierte Beleg diese 2200 Meter weiter südwestlich verortet. Zumal nicht diese Verortung, sondern der Beginn der genannten Taleinkerbung direkt auf der Staatsgrenze liegt. Die Wasserstelle liegt 1147 Kilometer nordöstlich von Nouakchott und 1180 Kilometer nördlich von Bamako. Der Wendekreis des Krebses ist im Norden rund 32 Kilometer entfernt.

## Geschichte

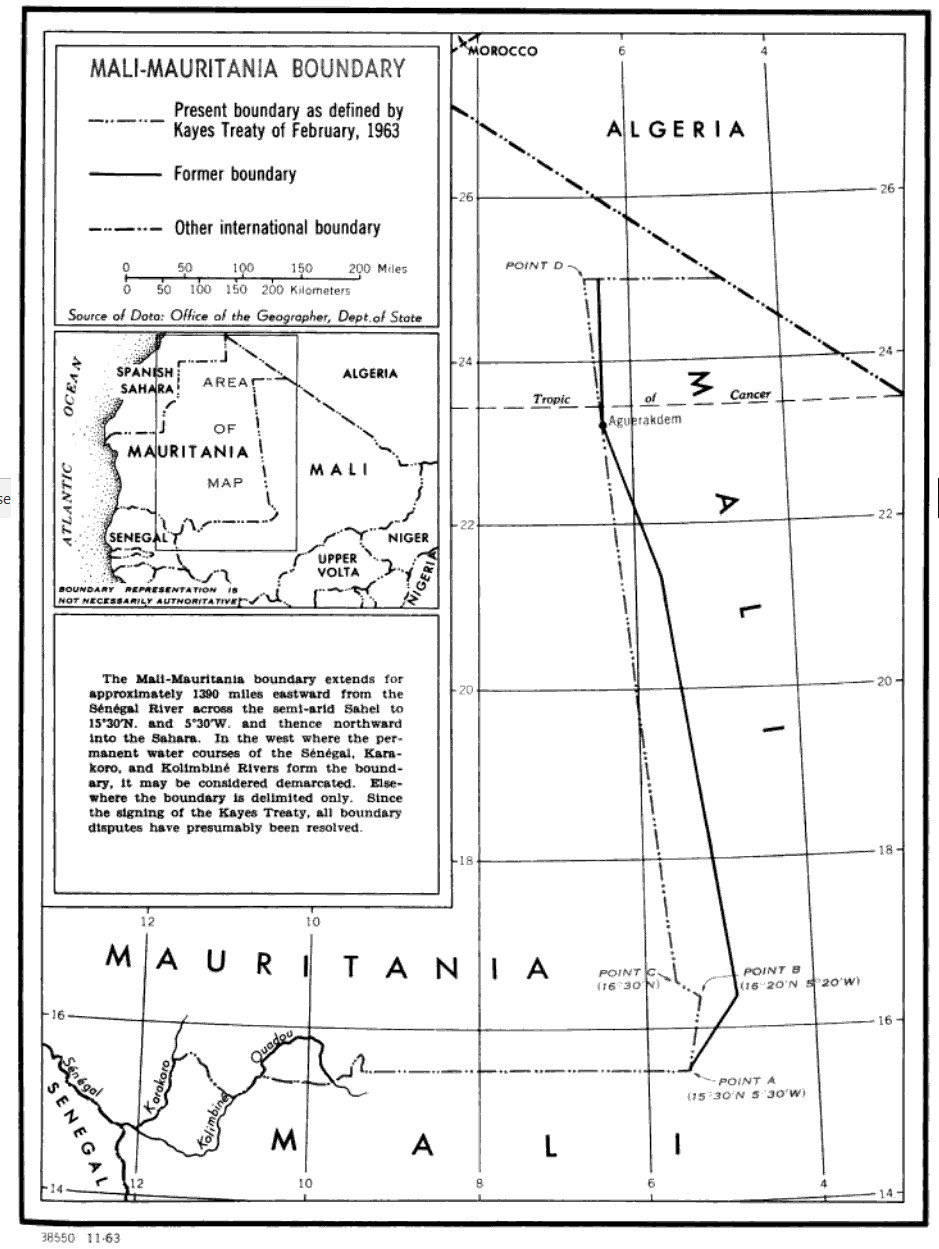
Karte des Grenzverlaufs mit Lage von Agueraktem

Agueraktem wurde als Wasserstelle von dem französischen Capitaine Jayet 1928 erkundet und 1933 von den Meharistes, den Kamelreitern der französischen Fremdenlegion aus Algerien und dem Sudan, wieder aufgesucht. Diese Details ergeben sich aus einem Bericht über die Forschungsreise von Théodore Monod. Diese führte ihn im Dezember 1934 auch nach Agueraktem, wo er wissenschaftliche Beobachtungen durchführte.
Von weitreichender Bedeutung wurde Agueraktem dadurch, dass die Lage dieses Ortes die Richtung einer auf 950 Kilometer  Länge schnurgerade von einem bestimmten Punkt C aus nach Norden laufenden Grenzlinie zwischen Mali und Mauretanien bestimmen sollte. In dem Vertrag vom 16. Februar 1963, abgeschlossen in Kayes, TRAITE de delimitation de frontieres entre la Republique Islamique de Mauritanie et la Republique du Mali (Abkommen über die Grenzziehung zwischen der Islamischen Republik Mauretanien und der Republik Mali) einigten sich die beiden vertragsschließenden Parteien diesbezüglich wie folgt: „A partir du point C, la frontiere suit une ligne droite passant par le lieudit AGUERAKTEM jusqu'a son intersection en D avec le 25e parallele“ (Vom Punkt C aus folgt die Grenze einer geraden Linie, die durch den Ort AGUERAKTEM bis zu ihrer Schnittstelle mit dem 25. Breitengrad in D verläuft.) Erst mit der Definition der Lage von Agueraktem definierte sich mithin die Lage von Punkt D auf dem 25. Breitengrad.